# Hassle Records
A Hassle Records (ou apenas Hassle) é um selo musical britânico independente fundada originalmente em 2005 e direcionada à música hardcore, pós-punk e indie rock. 

## Artistas
- We Are the Ocean
- August Burns Red
- Alkaline Trio
- The Get Up Kids
- Senses Fail
- Blitz Kids
- Attack! Attack!
- 65daysofstatic
- City and Colour
- Fact
- Fun.
- Fireworks
- Rolo Tomassi
- Trash Talk
- Sparks the Rescue
- Tubelord
- The Latest Fashion
- Trash Talk
- Cancer Bats

### Artistas relacionados
- A Skylit Drive (em parceria com a gravadora Fearless Records)
- Propagandhi (em parceria com a gravadora Fat Wreck Chords)
- Spinnerette (em parceria com a gravadora Anthem Records)

### Artistas extintos
- Juliette and the Licks (apenas no álbum You're Speaking My Language)

## Ligações Externas
- Pagina Oficial
- Facebook